# Debreceni vasúti baleset
A debreceni vasúti baleset egy 1951. szeptember 27-én bekövetkezett vasúti szerencsétlenség volt Debrecen közigazgatási területén belül. 18.10 perckor a Tiszalökre közlekedő, 324-es sorozatú gőzmozdonnyal vontatott személyvonat az állomás kijárati váltóin ütközött össze a szomszédos vágányon, biztonsági határjelzőn kívül álló BCmot 376 pályaszámú motorkocsival. A balesetben 11 ember halt meg.

## A baleset
A fordított állású 324-es sorozatú gőzmozdonnyal továbbított, Tiszalökre közlekedő személyvonati szerelvény belerohant a biztonsági határjelzőn kívül álló, BCmot 376 pályaszámú motorvonatba. A mozdony az ütközés következtében felborult, és megrongálódott. A mozdony után sorolt három favázas személykocsi viszont teljesen összetört, ez okozta a halottak nagy számát is. A kisiklott mozdony oldalára dőlt. A gőzmozdony vezetőjének és fűtőjének nem esett komolyabb baja. A BCmot motorkocsi is kisiklott, de nem rongálódott meg súlyosan. Egy előzőleg arra közlekedett vonatról kapcsolták le, és be kellett volna állnia a fűtőházba.

## A balesetvizsgálat eredménye
A MÁV szakértői által lefolytatott balesetvizsgálat a 324-es gőzmozdony személyzetét hibáztatta a balesetért. A Debreceni Városi Bíróság az ügyben a mozdonyvezetőt a vontatási szakértő véleménye alapján felmentette, mert az általa lefolytatott helyszíni szemle alapján megállapították, hogy a mozdonyvezető a ködben nem láthatta, a motorkocsi a biztonsági határjelzőn belül áll-e vagy sem, illetve nem láthatta a már veszélyt észlelő váltókezelő kézi jelzőzászlóval adott „Megállj!” jelzését sem. Szintén nem tudták elmarasztalni a fűtőt sem, aki a bíróságon azzal védekezett, hogy a baleset előtt közvetlenül tüzelt. Ezt viszont a forgalmi szakértő kifogásolta azzal, hogy az állomás területén nem szabad tüzelni. Ezt a vontatási szakértő megcáfolta azzal, hogy tüzelés nélkül az állomási tartalékmozdonyok sem tudnának üzemelni.
A debreceni bíróság nem hozott ítéletet, a minisztérium nyomására áttette az ügyet a Legfelsőbb Bírósághoz, ahol a közlekedési miniszter által kinevezett szakértők adtak megnyugtatóbb magyarázatot a balesetre. A Legfelsőbb Bíróság bűnösnek mondta ki a gőzmozdony vezetőjét, de nem hozott ítéletet az ügyében. A bíróság továbbította az ügyet a MÁV fegyelmi bizottságának, amely egyedül a motorkocsi-vezetőre hozott büntető ítéletet, aki egy év letöltendő fegyházbüntetést kapott figyelési kötelezettségének elmulasztása miatt.[forrás?]
A vasúti alkalmazottak között azonban súlyos büntetést kapott az ügy debreceni vontatási szakértője, mert az igazságnak megfelelően menteni próbálta a gőzmozdony személyzetét. A miniszter az ügy lezárása előtt elbocsátotta állásából a szakértőt. Később ugyan visszavették, de 1000 forint pénzbüntetés megfizetésére kötelezték, és egy évig alacsonyabb munkaviszonyban, mozdonyfűtőként alkalmazták.